# Felix Spinka
Felix Spinka (30. srpna 1795, Prachatice, Habsburská monarchie – 2. září 1862, tamtéž) byl starosta města Prachatice a donátor místního gymnázia.
Narodil se do smíšené česko-německé měšťanské rodiny. Od roku 1829, kdy se oženil, se přestěhoval do domu na náměstí, který pořídil za 2301 zlatých. Jeho dcera nakonec zemřela, stejně jako jeho první žena, později se Spilka oženil podruhé. Jako vážený prachatický měšťan byl v roce 1837 zvolen starostou města. Tuto funkci však vykonával pouhý rok; v ní byl také jmenován čestným majorem ostrostřelecké divize. V roce 1857 podruhé ovdověl.
Ve stáří se rozhodl svůj rozsáhlý majetek věnovat městu. Roku 1861 daroval 1000 zlatých na výstavbu nové školy. V závěti potom odkázal třicet tisíc zlatých pro výstavbu prachatického gymnázia. Zemřel ve svém domě (Bozkovského dům) na Velkém náměstí v roce 1862, pohřben je na hřbitově u kostela sv. Petra a Pavla ve Starých Prachaticích. Původní pamětní deska, která připomínala jeho působení v domě na náměstí, byla odstraněna v roce 1945.